# Žarko Siriščević
Žarko Siriščević (8. prosinca 1955. — Split, 18. siječnja 2020.), hrvatski glazbenik, poznati splitski bubnjar i umjetnik

## Životopis
Rodio se je 1955. godine. Glazbena znanja stekao je samouo. Prvo je svirao na bubnjevima u splitskom sastavu Albatrosu. Svirao je na bubnjima i u sastavima Dalmatinskim bardima, Valu, kratko i u Magazinu, Aspalathos Brassu i inima. Joško Banov je godine 1982. prepoznaje Siriščevićev skriveni talent i od tad traje dugogodišnje prijateljstvo. Već na splitskom festivalu 1983. prvi je put nastupio kao perkusionist festivalskog orkestra. Svirao je u Orkestru ratne mornarice. Nastupao s kvartetom Joška Banova na turnejama. Svirao kao glazbenik u pratećim sastavima Meri Cetinić i Ivice Šerfezija. Nastupao je na koncertima sa Zoricom Kondžom, Oliverom Dragojevićem, Terezom Kesovijom, Vicom Vukovom, Giulianom, Vinkom Cocom, Tedijem Spalatom i inima. Sudjelovao je na raznim festivalima: Dječji festival Split, Mali Split, Melodije Mostara, Zadar Fest, Marko Polo Fest, Splitski festival. Nagrade je dobio od publike i stručnog žirija. Autor brojnih skladbâ.

## Vanjske poveznice
- YouTube Žarko Siriščević - tonska proba u Jelsi na Hvaru